# Авдотьино (усадьба)
Авдотьино — усадьба, расположенная в селе Авдотьино Ступинского района Московской области.

## История
Село Авдотьино было пожаловано Новиковым в XVII веке. Основана на рубеже XVIII—XIX вв. Тогда её владельцем был И. В. Новиков. При нём в 1749—1776 гг. была построена Тихвинская церковь Божией Матери в стиле барокко, в 1789 году уже его сыном Н. И. Новиковым была возведена колокольня. По мнению исследователей, авторами проекта были Н. И. Новиков и В. И. Баженов. Поводом для строительства подземных ходов могло прослужить подготовка котлована под фундамент колокольни. Новиков начал реализовывать план по обвинению крестьян, строя так называемые «дома-связи». От Екатерины II сохранилась записка: «Послать под каким ни есть видом кого посмотреть, какие строения заводит у себя в деревне Новиков…». По приказу императрицы в усадьбе был проведён обыск, искали тайную типографию, хотя она так и не была найдена Новикова арестовали и отправили в тюрьму за-за принадлежности к масонам. Н. И. Новиков был похоронен в Тихвинской церкви. В разное время владельцами усадьбы были Новиковы, Е. Ф. Заборовская и П. А. Лопухин. В усадьбе бывали деятели культуры того времени такие как писатель Н. М. Карамзин и архитектор А. Л. Витберг.
В середине XIX века после смерти Новикова усадьбу купил генерал-майор П. А. Лопухин, который устроил в ней богадельню Комитета о просящих милостыни, под конец столетия перешла ведение Московской городской думы.
Сохранились Тихвинская церковь Божией Матери 1749—1776 годов с колокольней 1789 года, двухэтажный флигель 1870-х годов, в 2006 году там случился пожар оставивший от флигеля только массивные стены, руины каретного сарая, 9 одноэтажных жилых домов построенных для крестьян, хоть они были перестроены их расположение осталось неизменным, эти «дома-связи» в наше время являются жилыми, подземные ходы, остатки парка, сеть подземных тоннелей, для чего они предназначались неизвестно. Главный усадебный дом XVIII века утрачен после пожара ещё в XIX веке, в 1970 году был разрушен конный двор.